# Ring Freiheitlicher Jugend Österreich
De Ring Freiheitlicher Jugend Österreich (Nederlands: Ring van de Vrijheidslievende Jeugd van Oostenrijk, RFJ) is de jeugdafdeling van de Freiheitliche Partei Österreichs (FPÖ), een politieke partij in Oostenrijk. De RFJ houdt er dezelfde ideologie op na als de FPÖ. Deze is te kenschetsen als rechts-extremistisch en nationalistisch. 
De RFJ staat open voor jongeren van 10 tot 30 jaar oud.

## Geschiedenis
De RFJ ontstond rond 1963 en de eerste voorzitter was Adolf Nesset. Van 1971 tot 1975 was Jörg Haider voorzitter van de RFJ. Aan het einde van de jaren zeventig werd de RFJ korte tijd gedomineerd door liberaalgezinde personen, zoals de latere vicekanselier Norbert Steger en Christian Allesch. Deze laatste was van 1977 tot 1980 voorzitter van de RFJ. Veel van deze liberalen waren ook betrokken bij de Atterseekreis, een kring van jonge intellectuelen die de FPÖ in liberale richting trachtten te stuwen. Sinds de jaren tachtig is de RFJ steevast in handen van extreemrechtse elementen. De RFJ haalt regelmatig het nieuws doordat sommige van haar leden zich racistisch en antisemitisch uitlaten.
De huidige voorzitter van de RFJ is Maximilian Krauss (*1993).

## Lijst van bondsvoorzitters

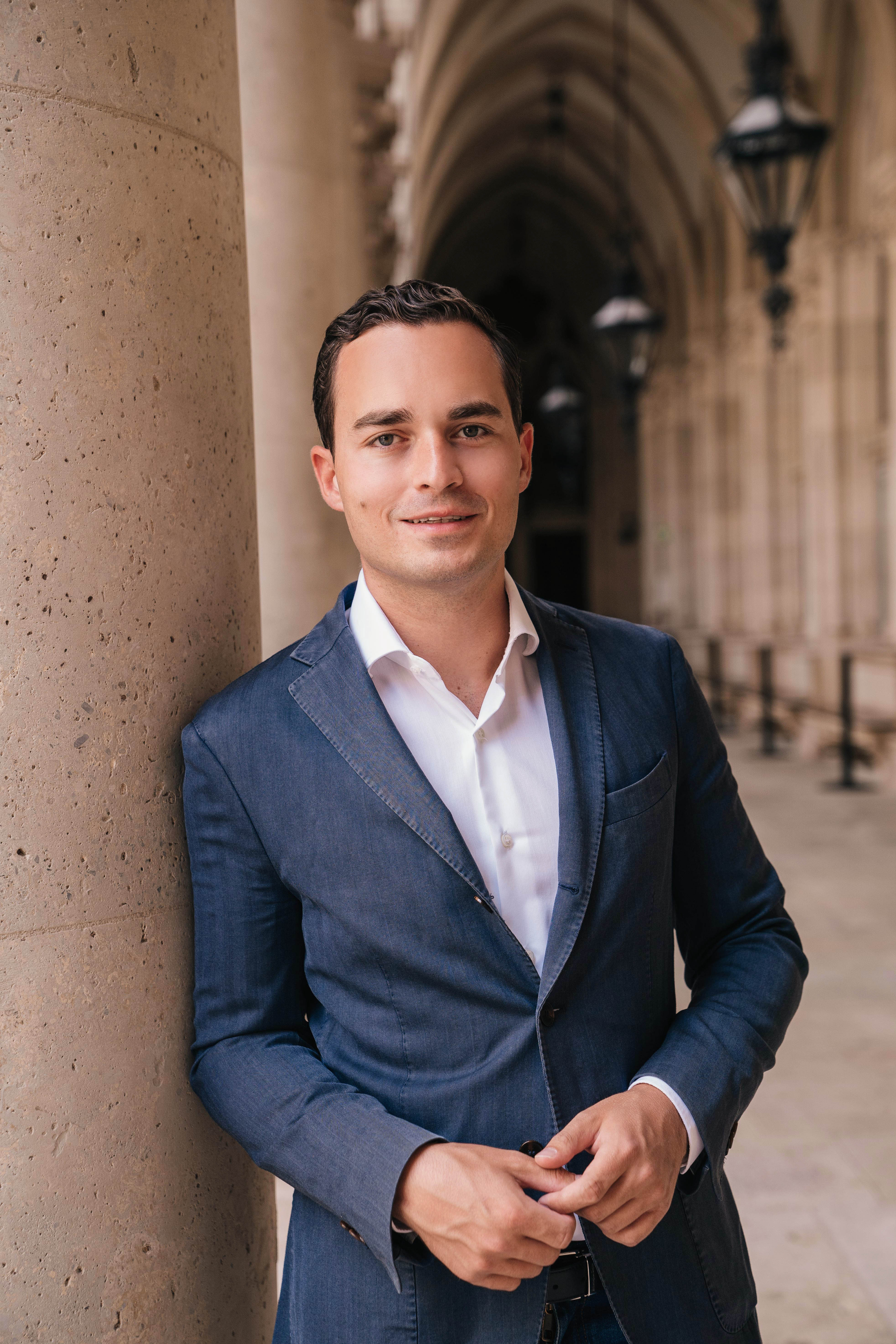
De huidige voorzitter, Maximilian Krauss

- 1963–1964: Adolf Nesset
- 1964–1969: Waldemar Steiner
- 1969–1970: Ernst Kohlfürst
- 1971–1975: Jörg Haider
- 1975–1977: Wolfgang Fuchs
- 1977–1980: Christian Allesch
- 1980–1985: Hubert Gorbach
- 1985–1989: Alfred Ruhdorfer
- 1989–1993: Herbert Scheibner
- 1993–: Achim Kaspar
- 1995–1997: Roman Haider
- –2000: Josef Eltantawi
- 2000–2003: Rüdiger Schender
- 2003: Bernhard Egger
- 2003–2009: Johann Gudenus
- 2009–2011: Dominik Nepp
- 2011–2018: Udo Landbauer
- sinds 2018: Maximilian Krauss